# 岩手銀行赤レンガ館

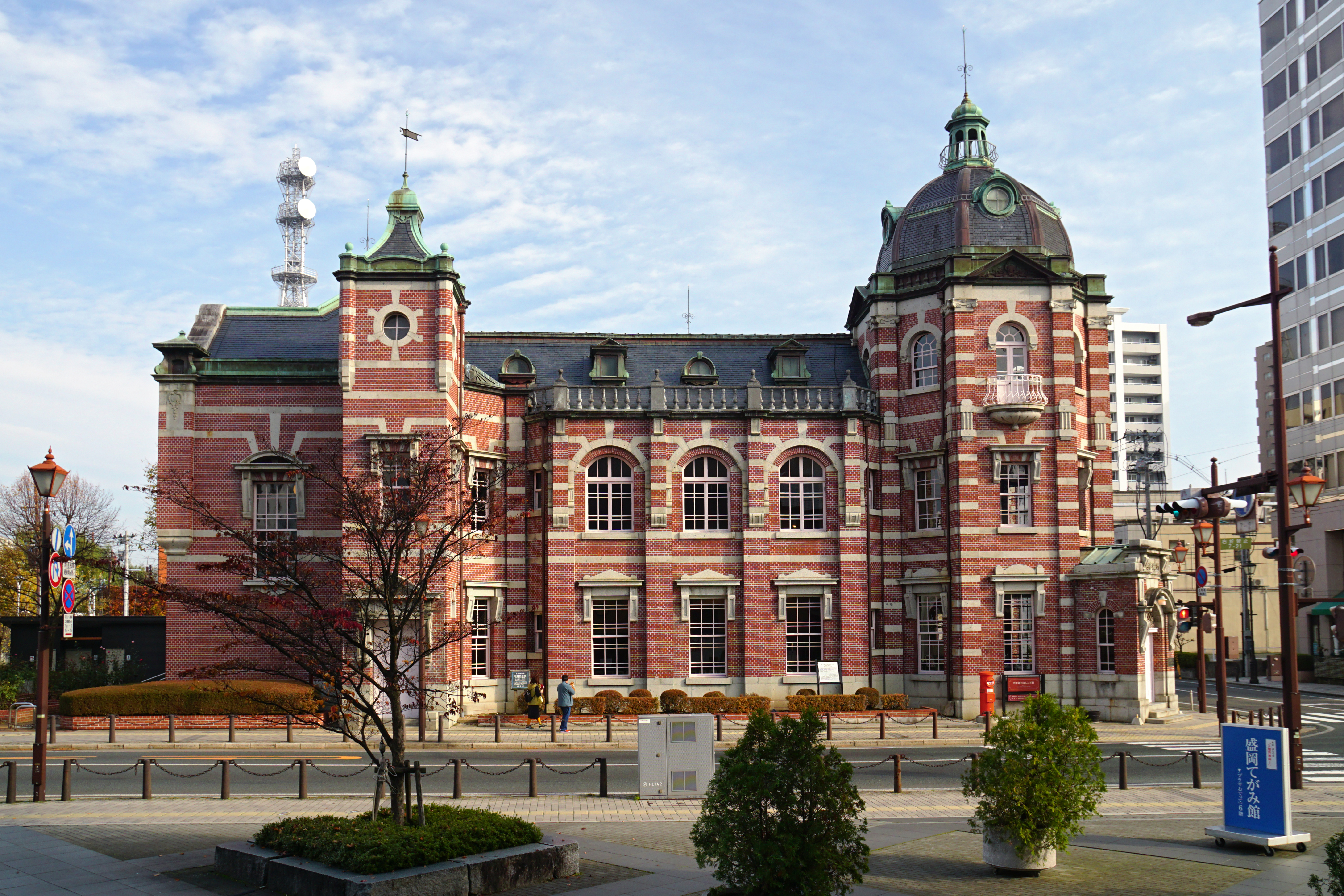
南西面

岩手銀行赤レンガ館（いわてぎんこうあかレンガかん）は、岩手県盛岡市中ノ橋通一丁目に所在する銀行建築である。1911年（明治44年）に盛岡銀行本店として完成。2012年まで100年余りにわたり銀行として使われたのち、2016年に多目的ホールおよび創建当時の館内の模様を展示する施設としてオープンした。

## 歴史
1908年（明治41年）5月5日、盛岡市の中津川を渡る中ノ橋のたもとに、盛岡銀行本店を着工。約3年の工期ののち、1911年（明治44年）4月30日に竣工し、同年5月7日に開業した。1933年、盛岡銀行は営業免許の取り消しを受ける。1936年、岩手殖産銀行（1960年、岩手銀行に商号変更）が買い受け、同行の本店となる。1983年、岩手銀行は盛岡市中央通に本店ビルを新築。これまでの本店は中ノ橋支店となる。1994年12月27日、「岩手銀行（旧盛岡銀行）旧本店本館」の名称で、現役の銀行建築として初めて国の重要文化財に指定された（岩手銀行赤レンガ館として再オープン後も、重要文化財としての名称は変更されていない）。2012年8月3日、中ノ橋支店を隣接地に移転し、銀行としての営業を終了。約3年かけて内部の修復を行って、2016年7月17日に公開施設「岩手銀行赤レンガ館」として開館した。

## 建築
日本銀行本店などを手がけた辰野金吾と、盛岡出身の葛西萬司が設計を担当。辰野の作品の中では、東北地方で唯一現存する建物である。交差点の角地に建ち、東南隅に八角形の塔、南面の西寄りには四角形の塔を設け、東面北端には切妻屋根が突出するなど、立体感に富んだ構成とする。外壁は赤レンガに花崗岩の帯を回す。屋上にドームを載せる点、赤レンガに石材でアクセントを加える点などに辰野の作風が現れている。1階の営業室吹き抜けを囲むように、2階には回廊がめぐらされている。建材には約91万個の岩手県産煉瓦と、内装材には青森ヒバが使用されている。赤レンガの外観が特徴であるが、1936年に岩手殖産銀行本店になってから1958年までは白く塗装され、「白い明治館」と呼ばれていた。
岩手銀行赤レンガ館の館内は無料の「岩手銀行ゾーン」と有料の「盛岡銀行ゾーン」からなる。岩手銀行ゾーンは、営業室を改装した多目的ホールや、盛岡の産業・商業の歴史を紹介するライブラリー・ラウンジが設けられている。盛岡銀行ゾーンでは応接室や、開業当時から使われている金庫室などを公開。岩手県の金融史を紹介するコーナーや、建物の歴史や構造を映像で紹介するシアターもある。

## 交通アクセス
- JR・IGRいわて銀河鉄道 盛岡駅 より
  - 「盛岡バスセンター行」で、「盛岡バスセンター　(ななっく前)」下車、徒歩1分[8]
- 盛岡ICより車で10分

## 周辺
- プラザおでって
- もりおか啄木・賢治青春館
- 盛岡城跡公園
- もりおか歴史文化館